# Tianeptin
A tianeptin (INN: tianeptine) szerotonin reuptake fokozó (SRE: szerototonin reuptake enhancer) antidepresszívum. Antidepresszáns tulajdonságai különböznek a referenciavegyület, az imipramin tulajdonságaitól.
A VIII. Magyar Gyógyszerkönyvben Tianeptinum natricum    néven hivatalos.  

## Hatása
Állatkísérletek során bebizonyították, hogy növeli a hyppocampus pyramidalis sejtjeinek spontán aktivitását, és gyorsítja ezek regenerálódását a funkcionális gátlás után. Az agykérgi neuronok és a hyppocampus szerotonin felvétel sebességét növeli.
Humán adatok:
Hangulatzavarok esetében a tianeptine a nyugtató és serkentő antidepresszívumok között helyezkedik el. Jelentős hatása van a szomatikus panaszok, különösen a szorongással és hangulatzavarokkal járó emésztési panaszok ellen. Hatásos az alkoholisták megvonási időszakában fellépő személyiségi- és magatartászavarok kezelésében.
Újabb kutatások szerint mérsékelten hatásos a figyelemhiányos hiperaktivitási zavar (ADHD) kezelésére is

## Mellékhatások
A tianeptin nincs hatással az alvásra és az éberségre, a szív- és érrendszerre, valamint a kolinerg tevékenységre (nem okoz antikolinerg tünetet) és nem vált ki gyógyszerfüggőséget terápiás adagolásban.
Van viszont izomrelaxáns hatása, ami gyengeség érzését keltheti. A hosszabb ideig tartó kezelés során ez a mellékhatás rendszerint elmúlik, a szervezet alkalmazkodik a csökkent izomtónushoz, a gyógyszer viszont az antidepresszáns hatást továbbra is kifejti.

Visszaélések:
Új 2014es vizsgálatok megállapították, hogy "atípusos" ópiát agonista, visszaélésre alkalmas szer, így nemzetközi viszonylatban újrasorolása zajlik a szigorúbban ellenőrzött szerek listájába.Többnyire a visszaélők valódi ópiátok elvonási tüneteinek enyhítésére használják, de folyamatos nagy dózisú tianeptin használókról is írnak a beszámolók.A tianeptin tabletták intravénás használata több esetben szövetroncsolást, teljes végtag pusztulást okozott a betegeknél, mivel az eredeti formula szilicium dioxidot tartalmaz, melyet nem megfelelő mértékben szűrtek ki a felhasználók.

## Fordítás
- Ez a szócikk részben vagy egészben  a   Tianeptine című angol Wikipédia-szócikk fordításán alapul.  Az eredeti cikk szerkesztőit annak laptörténete sorolja fel. Ez a jelzés csupán a megfogalmazás eredetét és a szerzői jogokat jelzi, nem szolgál a cikkben szereplő információk forrásmegjelöléseként.